# Ann Ronell
Ann Ronell, född Rosenblatt 25 december 1905 i Omaha, Nebraska, död 25 december 1993 i New York, var en amerikansk jazzkompositör och textförfattare.
Ronell gjorde sig mest känd genom låten "Willow Weep For Me" (1932), vilken blev en jazzstandard.